# Brachytrupes megacephalus
Brachytrupes megacephalus è una specie di grillo della famiglia Gryllidae.

## Descrizione
Brachytrupes megacephalus può raggiungere una lunghezza di circa 40 millimetri (1,6 in). Questa specie è caratterizzata da una testa molto grande (da cui l'epiteto specifico megacephalus) con potenti mandibole. Le tibie delle zampe anteriori e posteriori sono armate con grandi spine che facilitano l'azione di scavo di profondi buchi nei terreni sabbiosi in cui questo grillo vive. Questi insetti hanno abitudini crepuscolari e notturne. Il periodo riproduttivo si estende da metà marzo alla fine di aprile. Dopo l'accoppiamento, i maschi tengono la femmina prigioniera nella tana fino alla deposizione delle uova.

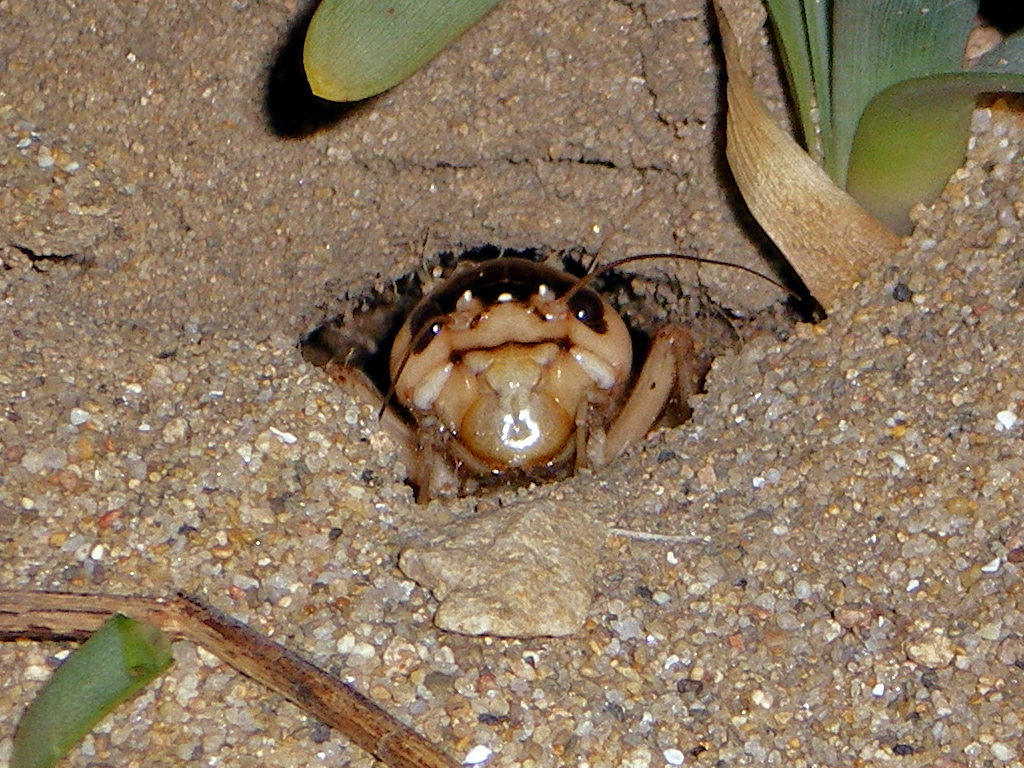
Brachytrupes megacephalus (Lefèvre, 1827) fotografato il 24 aprile 2018 a Capo Pecora (Sardegna)

## Distribuzione e habitat
Questa specie può essere trovata in ambienti sabbiosi in Sardegna, Sicilia, Malta e Nord Africa.

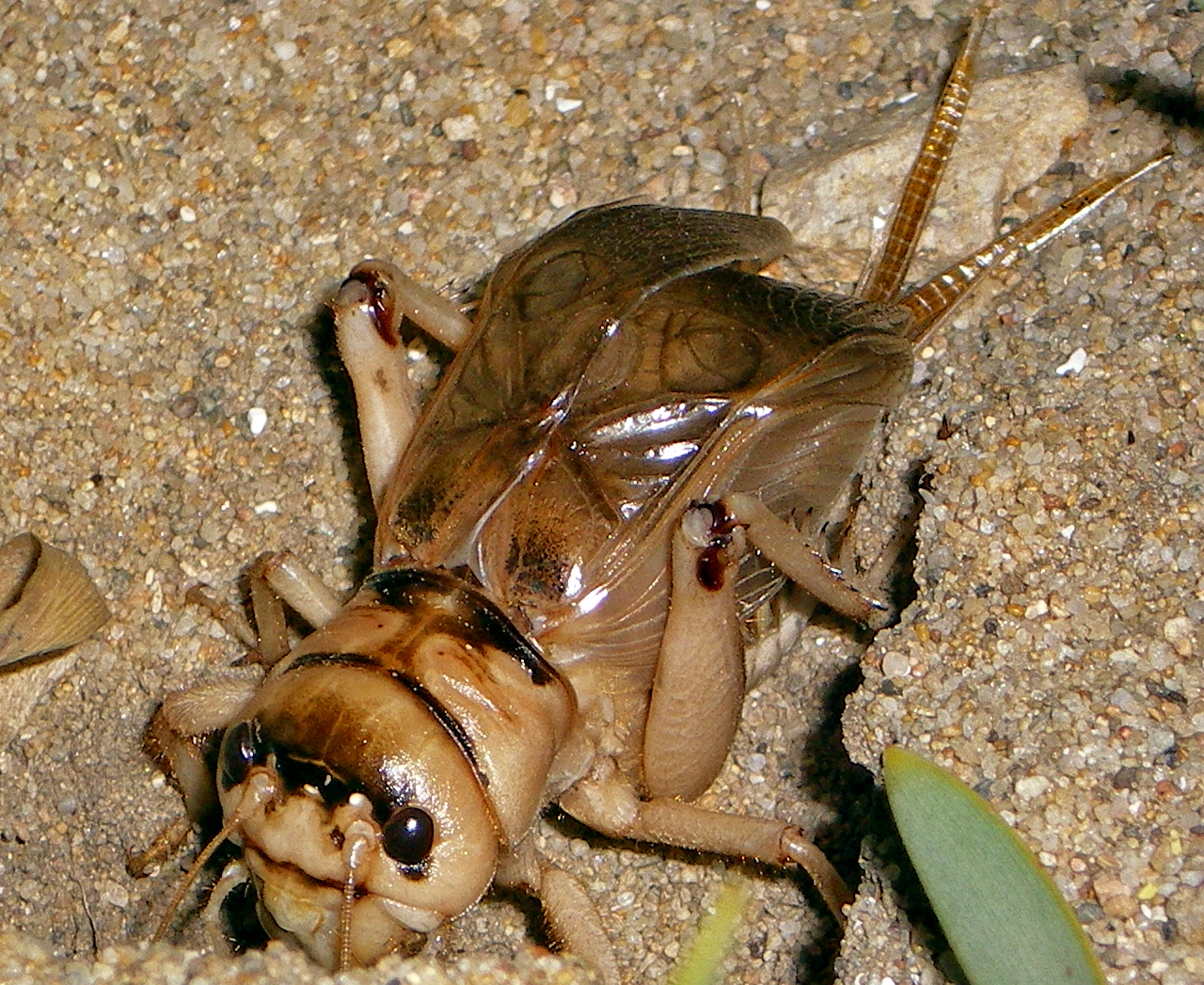
Brachytrupes megacephalus (Lefèvre, 1827) fotografato il 24 aprile 2018 a Capo Pecora (Sardegna)